# Jacques Dubois (maître écrivain)
 (mai 2017).
Pour les articles homonymes, voir Dubois et Jacques Dubois.
Jacques Dubois est un maître écrivain français, actif à Dijon comme juré et à Paris au cours du XVIIIe siècle.

## Biographie
Né à Précy-sous-Thil, il fut membre associé de l'Académie royale d'écriture, à Paris, et Conseiller du Roi, Référendaire en la Chancellerie près le Parlement de Bourgogne (reçu le 20-1-1786). Cette charge anoblissante lui permit de prendre la qualification d'écuyer.
Il est le père de Jean-Baptiste Dubois alias Dubois de Jancigny, professeur de physique au collège royal de Varsovie et membre de l'Académie de Dijon.

## Œuvres

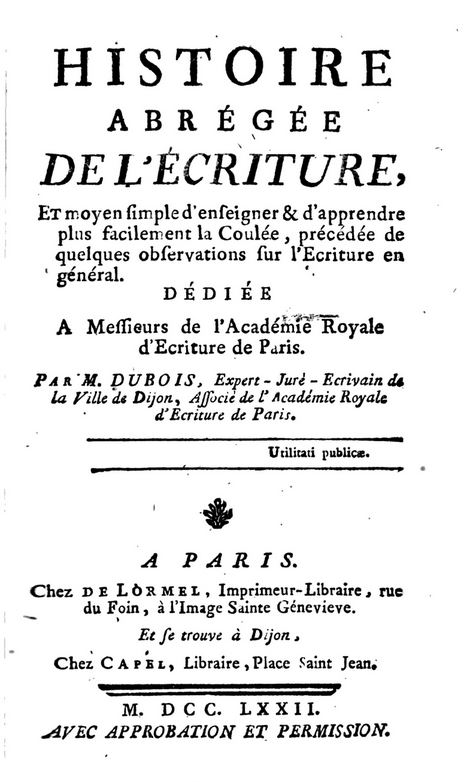
<centre>Histoire abrégée de l'écriture (Paris, 1772)</centre>

- Histoire abrégée de l'écriture, en moyen simple d'enseigner & d'apprendre plus facilement la coulée, précédée de quelques observations sur l'écriture en général. Par M. Dubois, expert-juré-écrivain de la ville de Dijon, associé de l'Académie Royale d'Écriture de Paris. Paris : De Lormel ; Dijon : Capel, 1772. Numérisé sur Google books.

L'ouvrage est dédié à l'Académie royale d'écriture, à qui il fut soumis en octobre 1771 et qui l'accepta. Le contenu est à la fois technique (encres, plumes, supports...) et historique.